# Tetragnatha yalom
Tetragnatha yalom là một loài nhện trong họ Tetragnathidae.
Loài này thuộc chi Tetragnatha. Tetragnatha yalom được miêu tả năm 1975 bởi Chrysanthus.